# Samuel Gottlob Frisch
Samuel Gottlob Frisch (* 22. Mai 1765 in Freiberg; † 21. April 1829 in Dresden) war ein deutscher lutherischer Theologe.

## Familie
Samuel Gottlob Frisch (oder Fritsch) wuchs in einem evangelischen Elternhaus auf. Sein Vater Johann Christian Frisch war von 1773 bis zu seinem Tod im Jahr 1803 Amtsprediger zu St. Petri in Freiberg. Im Jahr 1793 heiratete Frisch Juliana Dorothea Weiße, älteste Tochter seines Freundes Christian Felix Weiße. Außerdem heiratete eine seiner Schwestern Johann Georg August Hacker, später erster evangelischer Hofprediger in Dresden, mit dem Frisch eine besondere Freundschaft verband.

## Werdegang
Zunächst besuchte Frisch das Gymnasium in Freiberg, wo ihn vor allem der dortige Konrektor Daniel Gottlob Joseph Hübler nachhaltig beeinflusste. Im Jahr 1783 zog er zum Studium nach Leipzig und promovierte dort im Jahr 1817 in Theologie. Hier lernte er auch, während er dessen Töchter unterrichtete, seinen späteren Schwiegervater und Freund Christian Felix Weiße kennen. In Weißes Haus kam Frisch mit vielen bedeutenden Persönlichkeiten der damaligen Zeit in Kontakt, zum Beispiel mit Wilhelm Abraham Teller und Christian Garve.
Bis zum Jahr 1793 blieb er in Leipzig, bis er schließlich auf die Stelle des Diakons in Mutzschen berufen wurde. Auch wenn er letztlich nur ein Jahr in Mutzschen tätig war, prägten ihn die Erfahrungen, die er mit den dortigen Menschen aus einfachen Verhältnissen machte, sehr. Sein Engagement für die Bedürftigen und Benachteiligten zog sich durch seinen gesamten Lebenslauf.
Im Jahr 1794 wurde er Mittagsprediger zu St. Petri in Freiberg. Etwas später, im Jahr 1804 starb Weiße. Zusammen mit Weißes Sohn, seinem Schwager Christian Ernst Weiße, übernahm Frisch die Veröffentlichung der Autobiographie des Verstorbenen. Außerdem publizierte Frisch weitere noch unveröffentlichte Werke seines Freundes und fungierte viele Jahre als Vorstand der „Weiße-Stiftung-Annaberg“ als „Versorgungsanstalt für notleidende Knaben“.
Im Jahr 1810, nach dem Tod seines Vorgängers Gottlob Immanuel Petsche, wurde Frisch Amtsprediger zu St. Petri in Freiberg. Hier setzte er sich für junge Männer ein, denen es aufgrund finanzieller Not unmöglich war, ihre Ausbildung an der Universität fortzusetzen und ließ sie zu Lehrern ausbilden. Frischs Engagement hatte so viel Erfolg, dass der damalige Amtshauptmann Hans Georg von Carlowitz, den Frisch auch unterrichtet hatte und der mit Novalis eng befreundet war, das Unternehmen unterstützte. Infolgedessen wurde die Bildungsanstalt Frischs zu einem öffentlichen Schullehrerseminar in Sachsen erhoben. Im Jahr 1815 vollendete Frisch zudem seinen Plan, eine von ihm geleitete Elementarschule mit einer Arbeitsschule zu verbinden, um Kindern und Jugendlichen aus ärmeren Schichten der Bevölkerung eine umfassende Bildung und Vorbereitung auf das Arbeitsleben zu ermöglichen. Im Jahr 1821 plante Frisch, wieder mit dem Gedanken den Bedürftigen zu helfen, eine Sparkasse und Leihanstalt zu eröffnen. Diese Idee konnte er jedoch nicht verwirklichen, da er 1822 nach Dresden berufen wurde. Er bekleidete dort das Amt des zweiten evangelischen Hofpredigers. Nachfolger, sowohl als Amtsprediger als auch als Leiter des Schullehrerseminars, wurde Gotthilf Ferdinand Döhner. Im Januar 1829 erkrankte Frisch an „Schleimfieber“ (Typhus) und starb schließlich im April desselben Jahres.

## Werke (Auswahl)
- Gelegenheitspredigten (1801)
- Christian Felix Weißens Selbstbiographie: hrsg. von dessen Sohne Christian Ernst Weiße und dessen Schwiegersohne Samuel Gottlob Frisch. Mit Zusätzen von dem Leztern (1806)
- Christian Felix Weiße'ns Lieder und Fabeln für Kinder und junge Leute: Nach des Verfassers Wunsche gestaltet und herausgegeben von M. Samuel Gottlob Frisch (1807)
- Geschichte und Beschaffenheit der Bildungsanstalt für künftige Lehrer in Bürger- und Land-Schulen zu Freyberg (1809)
- Utrumque Lucae commentarium de vita, dictis, factisque Iesu et apostolorum non tam historicae simplicitatis, quam artificiosae tractationis indolem habere (1817)
- Lebensbeschreibung Abraham Gottlob Werners nebst zwei Abhandlungen über Werners Verdienste um Oryktognosie und Geognosie von Christian Samuel Weiß. Leipzig 1825
- Biographische Nachrichten über Johann Friedrich von Brause, gewesenen Pastor primarius, Superintendent und ersten Schulinspector zu Freyberg (1820)
- Zum Andenken D. Johann George August Hacker's (1832)